# Freycinet-schiereiland

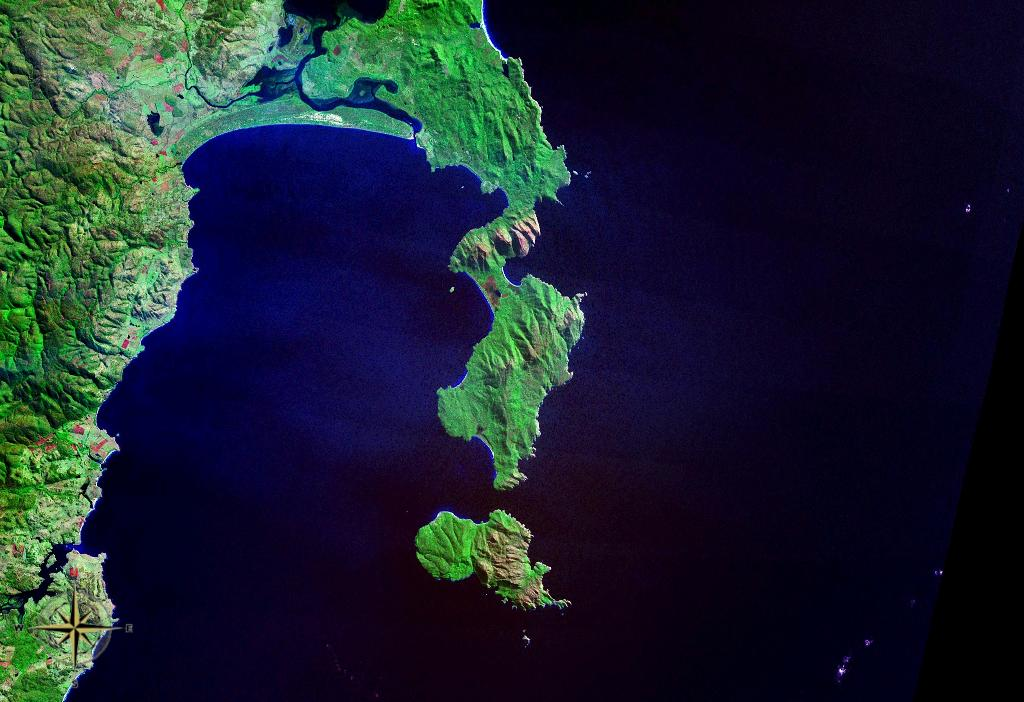
Freycinet Peninsula en Schouten Island gezien vanuit de ruimte

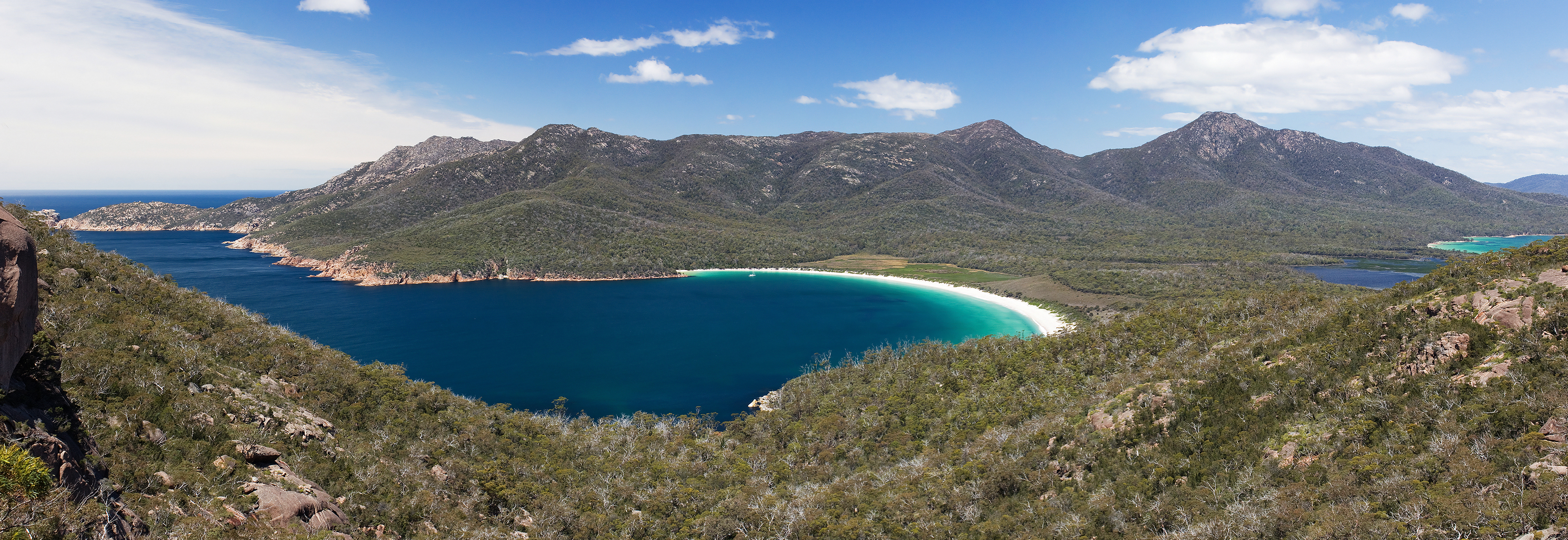
Wineglass Bay: Mount Freycinet (rechts) en Mount Graham (links) zijn op de achtergrond zichtbaar

Freycinet is een groot schiereiland in het oosten van Tasmanië in Australië. Het schiereiland bevindt zich ten noorden van Schouten Island. Hier bevindt zich ook Nationaal park Freycinet.

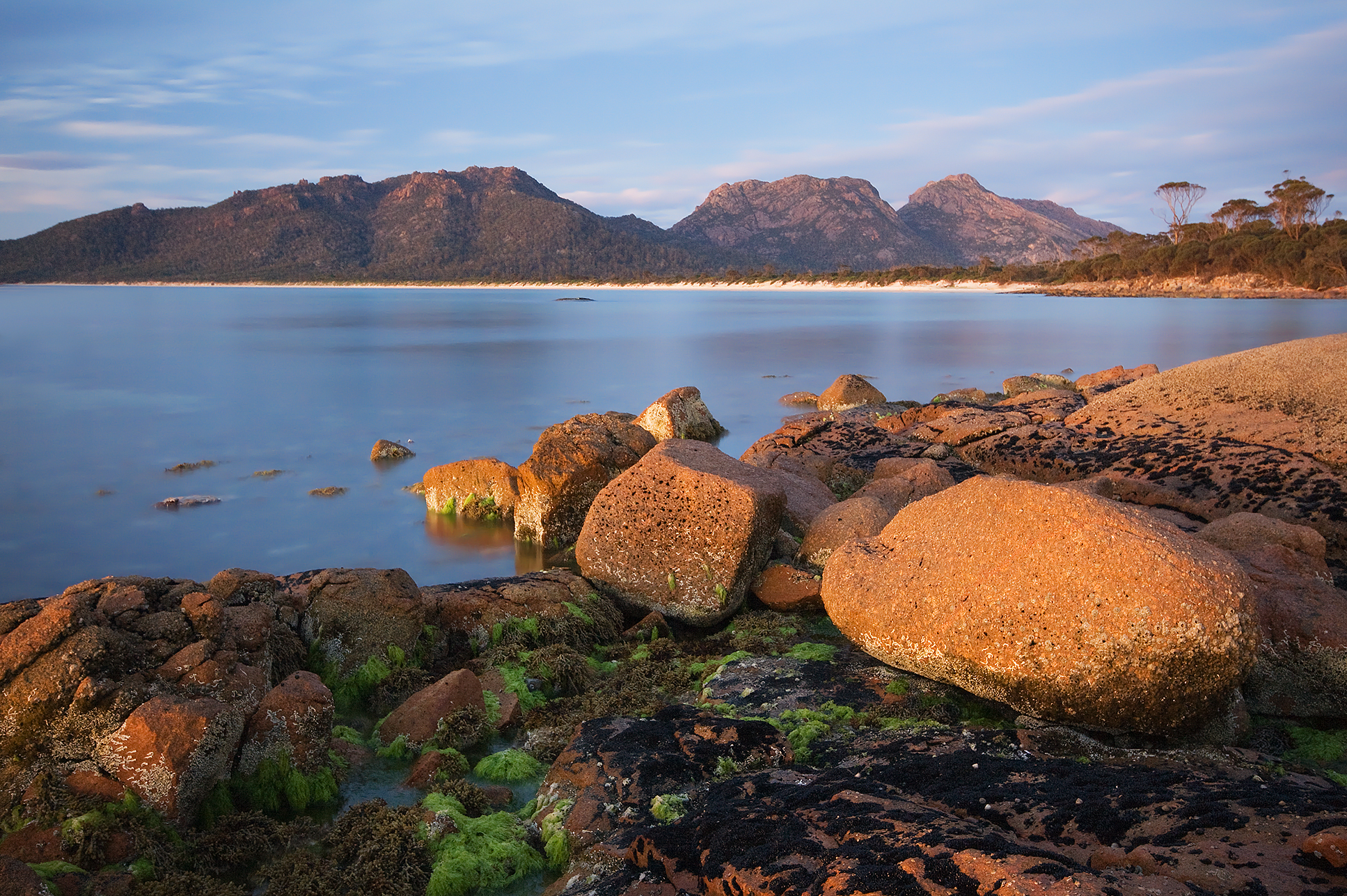
The Hazards, gezien vanaf Hazards Beach op het Freycinet-schiereiland

## Vroege geschiedenis
Nicolas Baudin vernoemde het schiereiland naar de Franse ontdekkingsreiziger Louis de Freycinet. Baudin benoemde ook Cape Baudin, Cape Faure, Cape Forestier en Thouin Bay, hoewel die baai nu bekend is onder de naam Wineglass Bay.